# شاکری ریچاردسون
شاکری ریچاردسون (انگلیسی: Sha'Carri Richardson؛ زادهٔ ۲۵ مارس ۲۰۰۰) دونده اهل ایالات متحده آمریکا است.
وی در مسابقات کشوری و بین‌المللی در مجموع برندهٔ ۱ مدال طلا، ۱ مدال برنز شده است.